# Dereboyu Caddesi

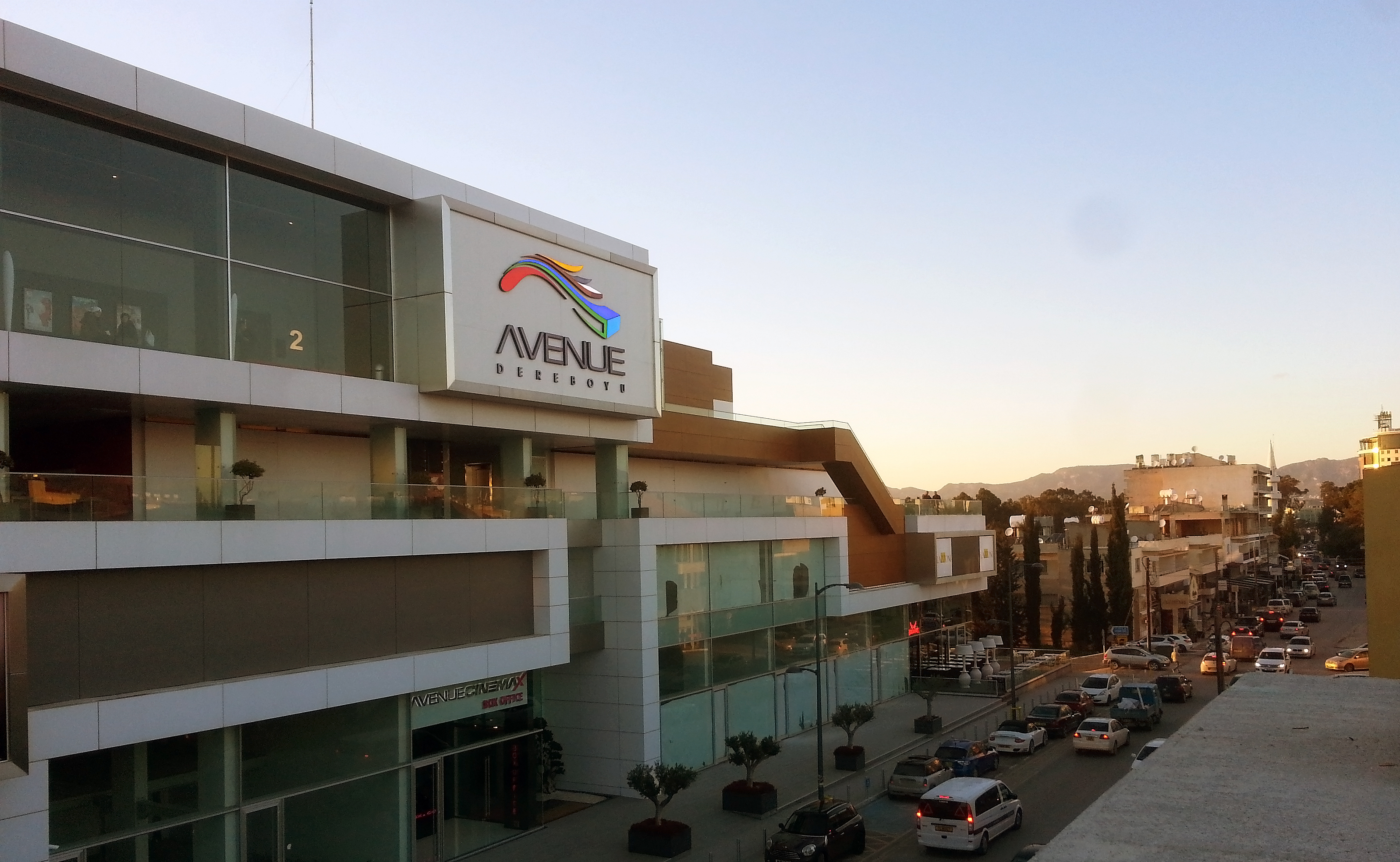
Ein Einkaufszentrum, das im Jahr 2014 gebaut wurde, sowie eine allgemeine Aussicht auf die Dereboyu Caddesi mit dem Golden Tulip Hotel auf der rechten Seite

Dereboyu Caddesi (deutsch Dereboyu-Allee), umgangssprachlich nur Dereboyu, offiziell Mehmet Akif Caddesi (deutsch Mehmet-Akif-Allee), ist die belebteste Straße in Nord-Nikosia, sowie das Zentrum für Unterhaltung in der Stadt. Die Region Dereboyu wird als Erweiterung der benachbarten Osman Paşa Caddesi verstanden.
Die Straße streckt sich bis in die Green Line aus, der Teil unter der Kontrolle der Türkischen Republik Nordzypern hat eine Länge von 1,600 Meter mit zwei Spuren. Die Route des Nikosia Marathons führt durch die Straße. Auf der Straße befinden sich Bars, Restaurants, sowie findet man gelegentlich Shopping-Festivals und Konzerte. Auf der Straße finden jährlich Feierlichkeiten an Karneval statt. Die Straße wird oft bei Protesten genutzt.

## Geschichte

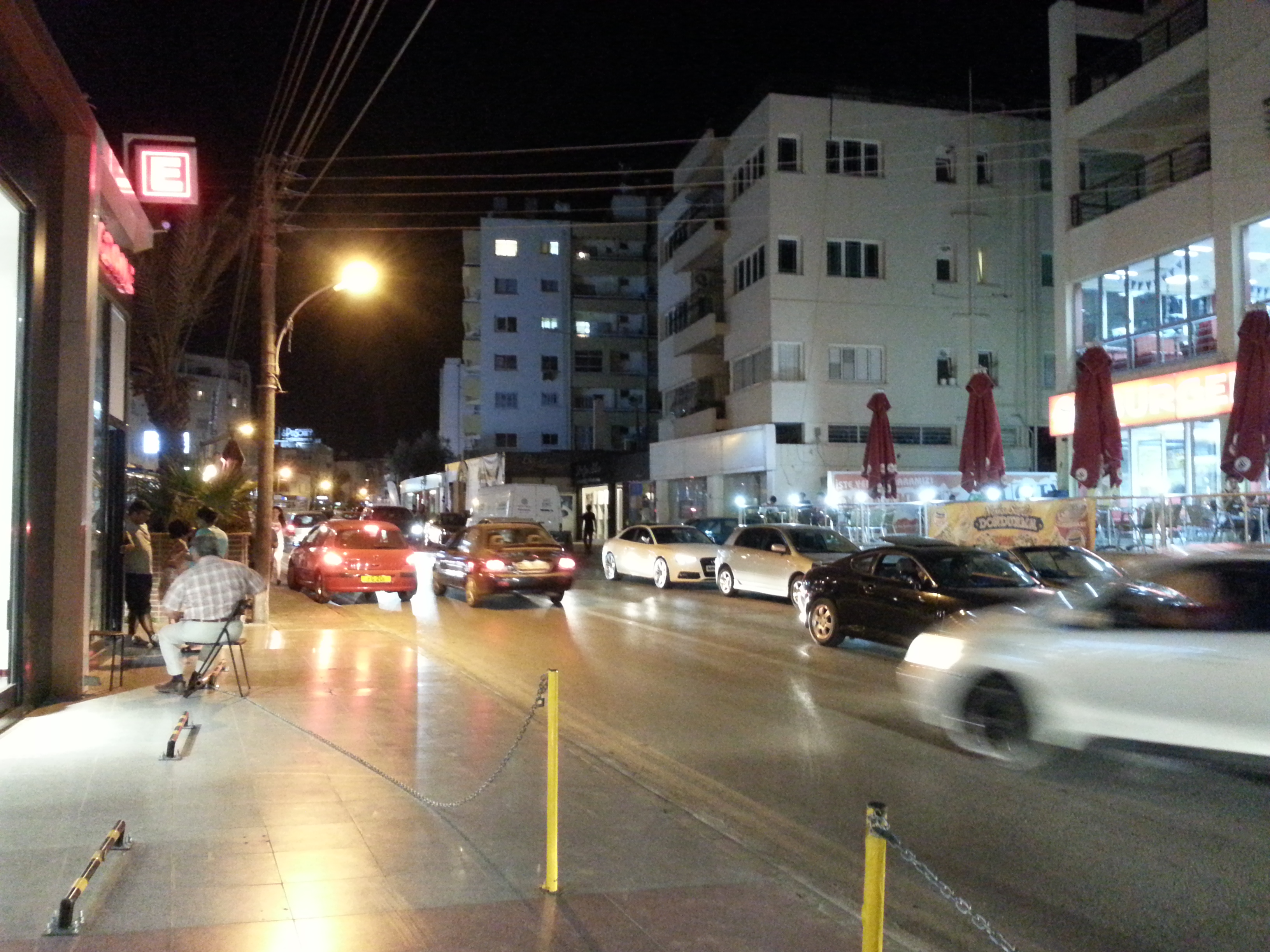
Dereboyu Avenue in der Nacht

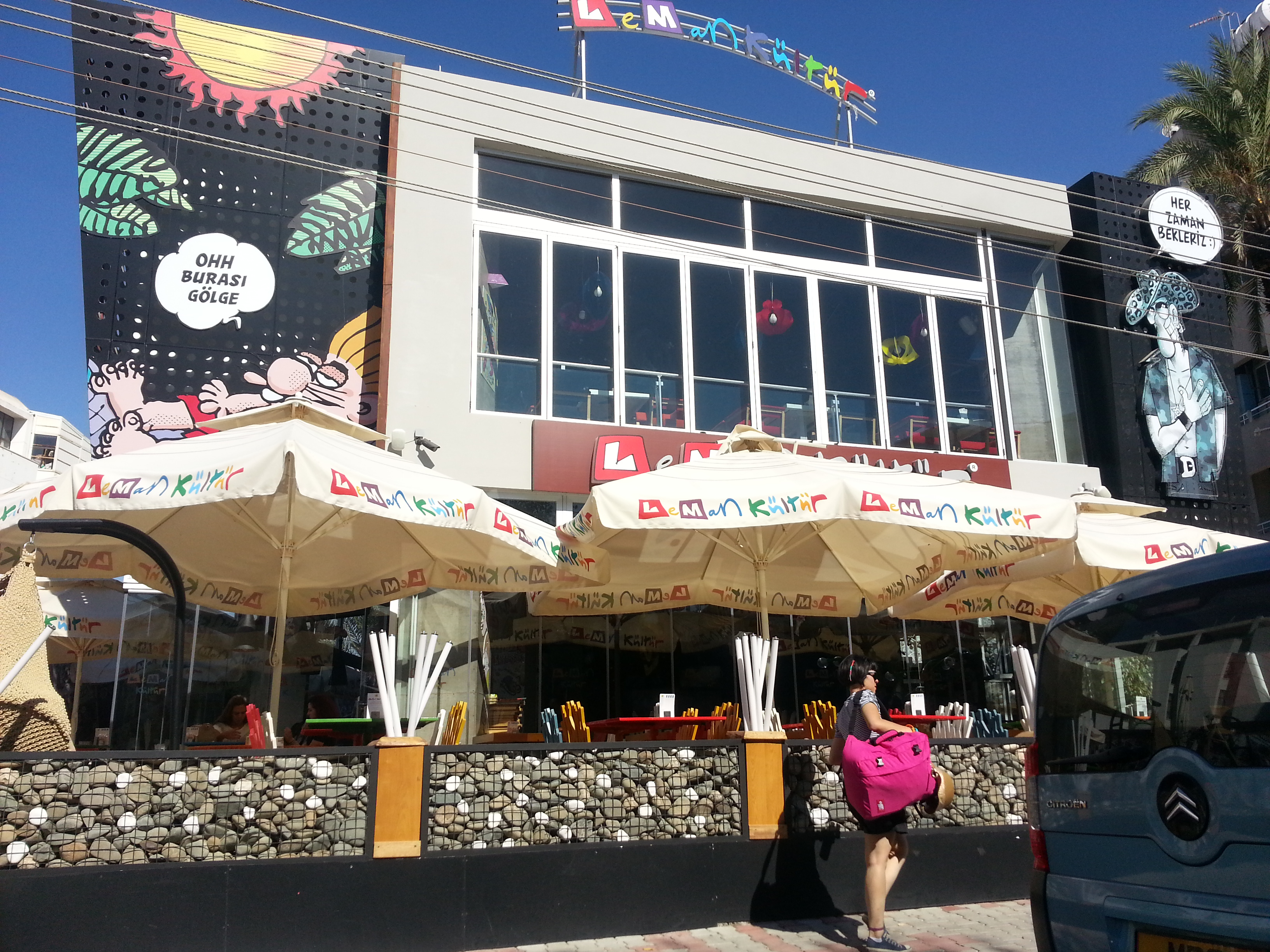
Ein Restaurant auf der Avenue

### Britische Herrschaft
Während der britischen Kolonialherrschaft war die Avenue als „Shakespeare Avenue“ bekannt. Ältere Generationen bevorzugten den Namen „Mehmet Akif Avenue“, jedoch wurde diese mit „dere boyundaki cadde“ („die Avenue entlang des Flusses“) beschrieben, weil die Avenue sich entlang des Kanlı Dere befindet. Die britische Verwaltung baute eine erhöhte Straße, die sogenannte „Irische Brücke“ über den Fluss, jedoch war diese im Winter überflutet. Die Cyprus Government Railway Strecke von Nikosia nach Morfou/Güzelyurt verlief durch die Avenue. Die Region um die Avenue war als „Tabakhane“ bekannt.